# Scopula principis
Scopula principis là một loài bướm đêm trong họ Geometridae.